# Trois (film, 2010)
Pour les articles homonymes, voir Trois.
Pour plus de détails, voir Fiche technique et Distribution.
Trois (allemand : Drei) est un film dramatique allemand réalisé en 2010 par Tom Tykwer. Le film a été présenté en sélection officielle en compétition au 67e Festival international du film de Venise.

## Synopsis
Hanna et Simon sont dans une relation à long terme sans passion. Lors de la mort de sa mère d'un cancer du pancréas avancé, Simon découvre qu'il a lui-même un cancer des testicules et qu'il doit subir une intervention chirurgicale ainsi qu'une chimiothérapie. Le soir de son intervention, Hanna a une relation sexuelle avec un homme appelé Adam, et Simon apprend qu'il a engendré un enfant dix-sept années avant, bien que la femme ait opté pour un avortement.
Simon, qui a supposé que lui-même ou Hanna était stérile, comprend qu'il est en mesure d'avoir des enfants, même après sa chirurgie. Pendant sa convalescence, Simon et Hanna décident de se marier après vingt ans de relation. Dans le même temps, Simon rencontre Adam à la piscine et commence une liaison avec lui aussi.
Les affaires distinctes du couple conduisent à un plus grand bonheur et un désir sexuel renouvelé l'un pour l'autre. Adam, ignorant que ses deux amants se connaissent, développe des sentiments pour chacun des deux.
Mais lorsque Hanna apprend qu'elle est enceinte, elle découvre que son mari et son amant ont également une relation. Mais comme elle couchait avec Adam et Simon au moment de la conception, elle ne connaît pas l'identité du père.
Séparés, Hanna et Simon ne prennent jamais contact avec Adam. Hanna se déplace vers l'Angleterre, où elle découvre qu'elle est enceinte de jumeaux. Elle reçoit alors une invitation pour la galerie d'art de Simon en Allemagne ; elle renoue avec Simon. Les deux admettent qu'ils se sont manqués l'un à l'autre, mais qu'Adam leur a manqué aussi. Le film se termine avec le couple arrivant chez Adam, où ils succombent à un trio passionné.

## Fiche technique
- Titre : Trois
- Titre original : Drei
- Réalisation : Tom Tykwer
- Scénario : Tom Tykwer
- Musique : Reinhold Heil, Johnny Klimek, Gabriel Isaac Mounsey et Tom Tykwer
- Photographie : Frank Griebe
- Montage : Mathilde Bonnefoy
- Production : Stefan Arndt, Barbara Buhl, Gebhard Henke, Jörn Klamroth et Andreas Schreitmüller
- Société de production : X-Filme Creative Pool, ARD Degeto Film et Arte
- Pays :  Allemagne
- Genre : Comédie dramatique et romance
- Durée : 119 minutes
- Dates de sortie : 
  -  Allemagne : 23 décembre 2010

## Distribution
- Sophie Rois ((VF : Laura Blanc)) : Hanna
- Sebastian Schipper : Simon
- Devid Striesow ((VF : Pierre Tessier)) : Adam
- Angela Winkler : Hildegard, la mère de Simon
- Annedore Kleist : Lotte
- Alexander Hörbe (de) : Dirk
- Winnie Böwe : Petra
- Hans-Uwe Bauer (de) : le docteur Wissmer
- Sylvie Rohrer : Junger Poet

## Production

### Lieux de tournage

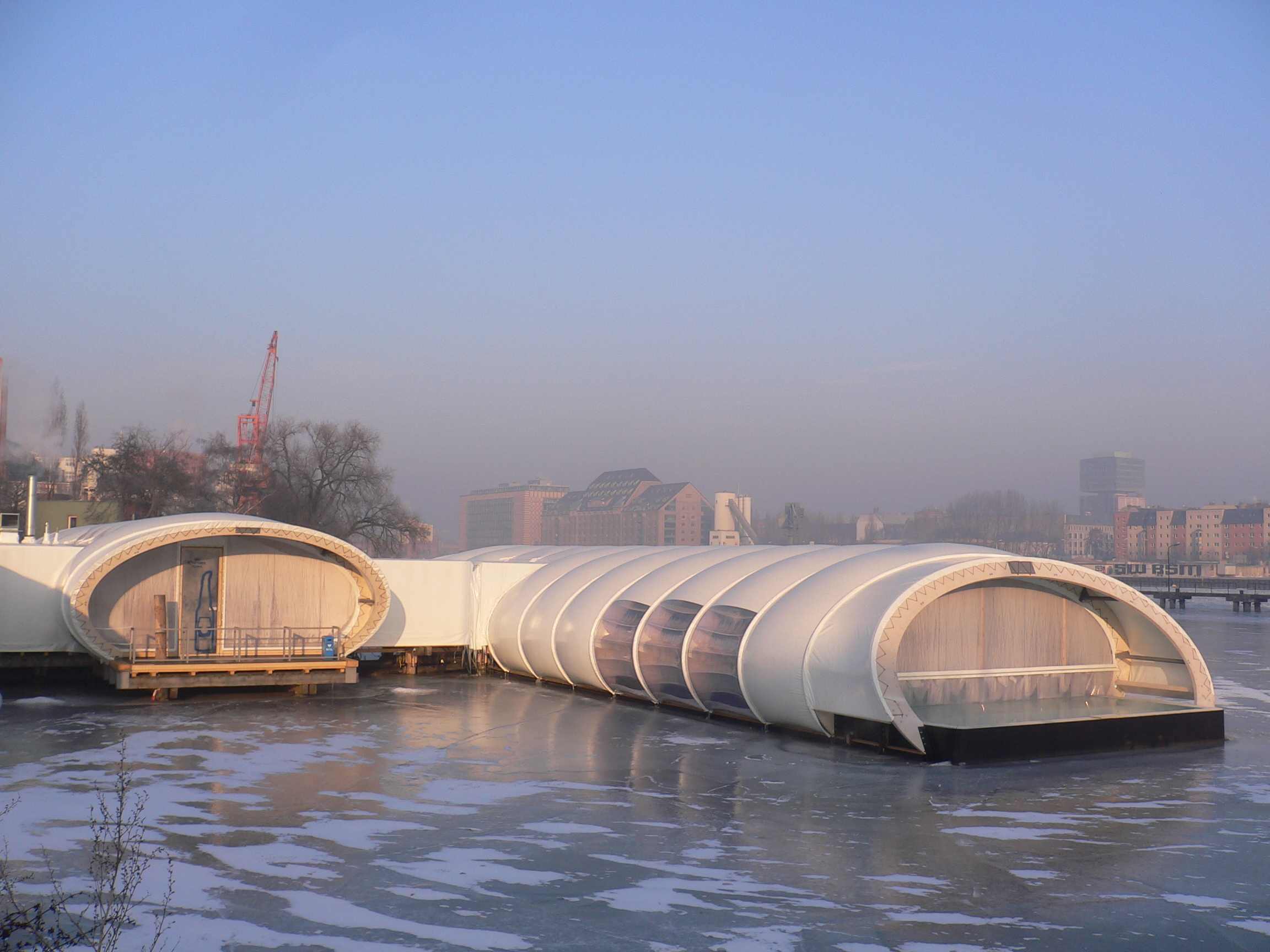
Winterbadeschiff à Berlin-Treptow

Le film est tourné en grande partie à Berlin en  octobre et novembre 2009, dans plus de 100 emplacements. Entre autres, il y a le Winterbadeschiff, l'auberge Zum Schusterjungen dans la Danziger Straße, le stade An der Alten Försterei, la Martin-Gropius-Bau, le Café Cinéma dans  la Rosenthalerstraße, le Mauerpark, le Berliner Ensemble, le Neue Nationalgalerie.
Le lieu de la scène dans laquelle Simon dit au revoir à l'ange de sa mère, est une rue à Berlin-Westend. Les scènes dans l'appartement d'Adam sont filmées dans un penthouse de la Leipziger Straße (côté nord). Les enregistrements de l'exposition Körperwelten ont lieu à l'été 2009 à la succursale postale de la gare de l'Est.

## Distinctions
C'est pour le Prix du cinéma allemand 2011 que Trois a reçu le plus de nominations. Le film est nommé dans les catégories du meilleur film, du meilleur réalisateur, de la meilleure actrice (Sophie Rois), du meilleur montage, de la meilleure musique de film et du meilleur design sonore. Tykwer, Rois et la monteuse Mathilde Bonnefoy ont remporté le prix. Bonnefoy est également nommé pour le Prix du cinéma européen 2011.